# إيرفين بيليتييه
إيرفين بيليتييه هو سياسي كندي، ولد في 28 مايو 1946 في Sayabec ‏ في كندا. نشط حزبياً في الحزب الكيبيكي. وقد انتخب عضو الجمعية الوطنية في كيبك ‏.